# Milnepanopeus
Milnepanopeus is een geslacht van kreeftachtigen uit de klasse van de Malacostraca (hogere kreeftachtigen).

## Soort
- Milnepanopeus lobipes (A. Milne-Edwards, 1880)